# Point de non-retour
Pour l’article homonyme, voir Le Point de non-retour.
Un point de non-retour est dans un continuum spatiotemporel un lieu et/ou moment (un seuil) à partir duquel un évènement ou une action en cours ne peut plus être arrêté, ou à partir duquel il devient impossible de revenir sur une décision. 
C'est le point d'irréversibilité d'un processus, au-delà duquel la résilience par exemple devient impossible.

## Aspects sémantiques
La connotation de l'expression est plus souvent négative, mais peut dans certains cas être positive (dans un cycle vertueux).  
Dans la langue française, il existe une expression : « franchir le Rubicon » qui fait allusion à la traversée de Jules César du fleuve au nord de l'Italie. Une autre expression plus récente est le Point de Godwin en référence à la loi de Godwin traduisant un point au-delà duquel la discussion entre deux personnes (ou plus) devient impossible à poursuivre faute de respect ou de possibilité de s'entendre entre les interlocuteurs.
Cette notion de points de non-retour est utilisée dans de nombreux domaines. Elle est par exemple souvent utilisée dans l'aviation pour définir le moment où l'avion ne peut plus faire demi-tour pour cause de manque de carburant (et compte tenu des réserves réglementaires qu'il doit se garder à l'arrivée).
De même pour les cas liés à la régression d'une ressource (ex : pic de Hubbert pour le pétrole ; ou régression puis disparition d'une espèce menacée, quand il n'y a plus assez de reproducteurs, de diversité génétique ou de contacts possibles entre reproducteurs trop dispersés)...

### Littérature, cinéma
- Le Point de non-retour est un roman de Patricia Wentworth, publié en Angleterre en 1953.
- Le Point de non-retour (Point Blank) est aussi un film américain réalisé par John Boorman, sorti en 1967, adaptation d'un roman de Donald E. Westlake, The Hunter.
- C'est aussi le nom d'un documentaire d'Arte, Le point de non-retour ; Making-of "Les parois de l'extrême" (Allemagne, 2005, 26 min), diffusé pour la première fois en février 2011[1].

### Chanson
- Isabelle Adjani cite cette expression dans sa chanson Pull marine : « Jusqu'au point de non-retour, plutôt limite de notre amour. »